# Sielsowiet Oktiabrski
Sielsowiet Oktiabrski (biał. Акцябрскі сельсавет, Akciabrski sielsawiet; ros. Октябрьский сельсовет) – sielsowiet na Białorusi, w obwodzie homelskim, w rejonie oktiabrskim, z siedzibą w Oktiabrskim, który nie wchodzi w jego skład.

## Demografia
Według spisu z 2009 sielsowiet Oktiabrski zamieszkiwało 1905 osób, w tym 1771 Białorusinów (92,97%), 49 Romów (2,57%), 41 Rosjan (2,15%), 14 Ukraińców (0,73%), 8 Ormian (0,42%), 5 Łotyszy (0,26%), 2 Polaków (0,10%) i 15 osób innych narodowości.

## Geografia i transport
Sielsowiet położony jest na Polesiu, w środkowej części rejonu oktiabrskiego. Jego enklawę stanowi stolica rejonu Oktiabrski, będąca również siedzibą władz sielsowietu.
Przez sielsowiet przebiegają linia kolejowa Bobrujsk – Rabkor oraz drogi republikańskie R34 i R82.

## Miejscowości
- wsie:
  - Bułkau
  - Kawali
  - Leski
  - Łaustyki
  - Małyn
  - Nowaja Dubrowa
  - Nowyja Zawalony
  - Ratmirawiczy
  - Smykowiczy
  - Staraja Dubrowa
  - Staryja Zawalony
  - Szkawa
  - Woziemla
  - Zaciszsza
  - Zalessie
- osiedla:
  - Bumażkowa
  - Kawali
  - Rabkor
  - Ratmirau